# Granittektonik
Als Granittektonik werden in der Geologie spezielle Bauweisen und Bewegungsspuren von Granit-Gebirgen bezeichnet.
Der Begriff kam um 1930 auf und geht auf die Arbeiten des Breslauer Professors Hans Cloos (1885–1951) zurück, der um 1920 Analogien zwischen Gebirgsstöcken Schlesiens und des afrikanischen Erongo fand. Er erforschte jahrelang die Tektonik und die Bewegungen beim Aufstieg granitischer Tiefengesteine, bis ihm die genaue Rekonstruktion solcher erstarrter Intrusivkörper gelang.